# Миличани
Миличани су насељено место у општини Соколовац, Копривничко-крижевачка жупанија, Хрватска.

## Историја
До територијалне реорганизације у Хрватској били су у саставу старе општине Копривница.

## Становништво
У попису становништва из 2011. године, Миличани су имали 147 становника.
| Број становника према пописима | Број становника према пописима | Број становника према пописима | Број становника према пописима | Број становника према пописима | Број становника према пописима | Број становника према пописима | Број становника према пописима | Број становника према пописима | Број становника према пописима | Број становника према пописима | Број становника према пописима | Број становника према пописима | Број становника према пописима | Број становника према пописима | Број становника према пописима |
| ------------------------------ | ------------------------------ | ------------------------------ | ------------------------------ | ------------------------------ | ------------------------------ | ------------------------------ | ------------------------------ | ------------------------------ | ------------------------------ | ------------------------------ | ------------------------------ | ------------------------------ | ------------------------------ | ------------------------------ | ------------------------------ |
| 1857                           | 1869                           | 1880                           | 1890                           | 1900                           | 1910                           | 1921                           | 1931                           | 1948                           | 1953                           | 1961                           | 1971                           | 1981                           | 1991                           | 2001                           | 2011                           |
| 98                             | 107                            | 141                            | 127                            | 143                            | 194                            | 183                            | 241                            | 234                            | 239                            | 253                            | 244                            | 185                            | 173                            | 158                            | 147                            |

### Попис1991.
У попису становништва из 1991. године, Миличани су имали 173 становника, следећег националног састава:
| Попис 1991.‍  | Попис 1991.‍  | Попис 1991.‍ | Попис 1991.‍ | Попис 1991.‍ |
| ------------ | ------------ | ----------- | ----------- | ----------- |
|              |              |             |             |             |
| Хрвати       | Хрвати       |             | 154         | 89,01%      |
| Срби         | Срби         |             | 10          | 5,78%       |
| Југословени  | Југословени  |             | 5           | 2,89%       |
| Муслимани    | Муслимани    |             | 1           | 0,57%       |
| неопредељени | неопредељени |             | 3           | 1,73%       |
| укупно: 173  |              |             |             |             |